# Ludovic Massé
Pour les articles homonymes, voir Massé.
Ludovic Massé , né Ludovic Sforza Clément Denis Massé le 7 janvier 1900 à Évol (commune d'Olette, Pyrénées-Orientales) et mort le 24 août 1982 à Perpignan (Pyrénées-Orientales), est un romancier roussillonnais. Il est inhumé au cimetière de Céret (Pyrénées-Orientales).
En 1932, l'écrivain libertaire est avec Henry Poulaille parmi les signataires du manifeste du Groupe des Écrivains prolétariens
Il est l'auteur de romans (Ombres sur les champs, La Flamme sauvage, Le Mas des Oubells, Le Vin pur, La Terre du liège, Le Refus, Les Trabucayres, Simon Roquère) et de contes (Contes en sabots, Galdaras, Pip et la Liberté, Lam la Truite). Sous le titre Les Grégoire, il a publié à partir de 1944 une trilogie autobiographique.

## Biographie

### Les jeunes années
Ludovic Massé passe une enfance heureuse à Évol, puis à Saint-Jean-Pla-de-Corts, près de Céret. Il est le fils de Sylvain Massé, maître d'école, et de Françoise Py, fille de montagnard aisé.
De 1916 à 1919, Ludovic Massé est élève à l'École normale d'instituteurs de Perpignan. Si la première année est difficile, durant la dernière il y fait figure de bon élève et il confirme ses goûts qui ne le quitteront plus, celui de l'observation, de la provocation, de la littérature. Il aime jouer la comédie, se déguiser, faire des  conférences  en étude. Son tempérament le porte volontiers à l'hyperbole littéraire. En octobre 1919, il est nommé instituteur à Cabestany, près de Perpignan.
Le 7 avril 1921, il est incorporé dans l'Infanterie de Toulon. Le service militaire s'avère être une grande épreuve pour sa sensibilité en même temps qu'une riche expérience humaine.
Son service militaire accompli, il se rend à son nouveau poste le 26 septembre 1922 : l'école de garçons de Céret. Son premier rapport d'inspection, daté du 10 avril 1923, est très bon, excellente impression d'ensemble, mais se sentant méprisé par une bourgeoisie bien pensante il rêve de réussir dans un domaine qui est fermé à ceux qui le dédaignent : celui de l'écriture.
Le 21 mars 1924 est annoncé Chopinette dans le monde du rugby, plaquette de style comique dans laquelle l'auteur se place ouvertement, dès l'avertissement au lecteur, sous le patronage de Rabelais. Son père meurt à Céret en 1927 après une longue agonie. La mort du père sera à l'origine des premiers romans : Le Livre des bêtes familières inspiré de Jules Renard, terminé en 1928, Fièvre au village chronique, première manifestation de l'inspiration catalane, Lam, la truite en collaboration avec son frère aîné Sylvain.
Au mois de mai 1930, il épouse Louise Bassou qui a 20 ans. Il reproduit le couple de ses parents. Trois enfants naissent de cette union : Lucienne en décembre 1930, Marie en 1932 (décédée rapidement), Claude en 1934.
Henry Poulaille prend Massé sous sa protection. En 1931 paraît dans la revue Nouvel Âge, une nouvelle, Carnaval, point de départ de Versants de la douleur, qui allait devenir Le Mas des Oubells. En 1932, Massé adhère au Groupe des Écrivains prolétariens. La deuxième version de Versants de la douleur est terminée. Marcel Martinet offre son aide à Massé. Celui-ci commence le 4 octobre son roman campagnard Ombres sur les champs. En 1933, Massé entre au comité de rédaction de la nouvelle revue Prolétariat. Le roman Le Mas des Oubells est publié chez Grasset.
Le nouveau roman Ombres sur les champs paraît chez Grasset le 28 septembre 1934. Massé conçoit le projet d'une trilogie rurale. En mai, première version du roman Aspres. Massé se consacre au premier volume de sa trilogie autobiographique Le Livret de famille. 
Engagement politique : grand rassemblement cantonal des instituteurs grévistes le 12 février. Ludovic Massé démissionne de son poste de correspondant de La Dépêche, à Céret, et participe à la création du Cri Cérétan.
En 1935, le roman est achevé mais le titre est changé, c'est finalement La Flamme sauvage qui est retenu. Le 14 juillet, Massé prend la parole, Place Arago à Perpignan, au nom du Comité des Intellectuels antifascistes lors du grand meeting de Rassemblement populaire auquel assistaient plusieurs milliers de personnes. Massé donne à Regards, une série d'articles et de reportages sur la Catalogne. Il y publie, illustré par le dessinateur Max Lingner, Fièvre au village.
L'année 1936 est marquée par la parution chez Grasset du roman La Flamme sauvage. Les Éditions Larousse acceptent son roman Lam, la truite en 1937. À Barcelone, une contre-révolution décime les anarchistes et les militants révolutionnaires du POUM.
En février 1938, le manuscrit de Cœur battant est refusé par Grasset, et il rompt avec la maison d'édition. Sa période de tutelle avec Poulaille est terminée. Il participe à la mobilisation au moment des accords de Munich.
Le 15 décembre 1939, il termine l'écriture de Pip et la Liberté et passe devant une commission de réforme qui le maintient réserviste. L'année suivante, il entre en relation avec les peintres Raoul Dufy et Jean Dubuffet. En septembre 1940, il est déplacé d'office à Perpignan.
Entre 1941-1942, il est nommé à l'école Paul-Bert (25 octobre).

### Mutation de fortune
En 1944, les maisons d'édition Fasquelle et Flammarion font paraître deux romans Le Vin pur et Le Livret de famille. Cette année est aussi marquée par la mort de Marcel Martinet et le départ précipité de Ludovic Massé pour l'Ariège.
Ludovic Massé écrit Le Refus en 1945 et commence la première version de Simon Roquère. Parution en été du deuxième volume de la trilogie des  Grégoire, Fumées de village, ainsi que de deux nouvelles publications en fin d'année, Pip et la Liberté et Simon Roquère. Il rentre à Perpignan en novembre. En 1946, c'est la parution du roman La Fleur de la jeunesse.

### Le temps des échecs
Il termine la deuxième version du roman Le Refus en 1947, mais celle-ci est refusée par les éditeurs. Ombres sur les champs est traduit en anglais sous le titre de Shadows on the fields. En 1949, il débute la rédaction du Sang du Vallespir.
En février 1951, sa mère décède. Après trois années pendant lesquelles Massé n'a pas publié, Les Œuvres libres décident d'éditer Petit Ponagre et la puissance.
La sortie du tunnel semble s'amorcer en 1953 : l'Amitié par le livre publie La Terre du liège, mais Le Refus est toujours rejeté, écarté du prix Romain-Rolland.
Son épouse, Louise, tombe malade en 1954 et meurt le 10 juin 1958. Entre-temps, les Trabucayres sont publiées par l'Amitié par le Livre (1955). Roger Martin du Gard décède le 22 août.
En 1959 marque une grande satisfaction, avec la publication en avril de Contes en sabots, toujours aux éditions L'Amitié par le livre. Le roman Le Refus est finalement publié en 1962 ; le roman est illustré par Robert Lapoujade et dédié à la mémoire de Louise Massé.
Entre 1963 et 1969, Ludovic Massé développe sa conception de la littérature prolétarienne et s'enthousiasme, grâce à son fils Claude, pour l'Art brut. Claude Belliard publie son roman Simon Roquère, dédié à la mémoire de sa mère.
La fin des années soixante (1969-1970) sont moins souriantes : souci d'argent, souci de santé. Filigranes paraît. C'est en 1973 que les derniers écrits paraissent, à savoir Dubuffet de Z à A et Tolstoï, l'homme de la vérité.
L'écrivain s'éteint le 24 août 1982.

### Le temps des rééditions (1982 - à nos jours)
Débute à partir de la disparition de Ludovic Massé en 1982 et sous la houlette de Claude Delmas, Maurice Roelens, Xavier d'Arthuys, Robert Avril, Thierry Maricourt, Richard Meier, Stéphane Mirambeau, Hyacinthe Carrera, Bernadette Truno, sous le regard de Claude Massé, puis de son petit-fils Christophe Massé et grâce à l'impulsion de Paul Otchakowsky-Laurens la réédition de l'ensemble de l’œuvre, d'inédits et de traductions, chez Balland, POL, Pierre Mainard, Voix/éditions, Trabucaïre, Encrage, etc.
En novembre de la même année, son fils Claude Massé dépose aux archives départementales des Pyrénées-Orientales les tapuscrits et les manuscrits de l'auteur (44J). Le dépôt comprend également des articles de journaux écrits par Ludovic Massé, des revues de presse sur les œuvres de l'écrivain, des notes, de la correspondance, etc.
Eté 2018 le Musée Hyacinthe Rigaud à Perpignan (Pyrénées-Orientales) organise Raoul Dufy/ les ateliers de Perpignan (1940/1950) Catalogue des éditions Somogy accompagné d'un texte de Christophe Massé : "Passion Dufy" illustrant la rencontre et l'amitié entre le peintre et l'écrivain.
Depuis 2023 l'intégralité de l'oeuvre littéraire et des principales archives de l'écrivain (non léguées aux archives départementales des Pyrénées-Orientales) sont conservées à La Pinacothèque de Bordeaux et font l'objet de travaux permanents. 

## Œuvres
- 1924 : Chopinette dans le monde du rugby, Méridional sportif ; 2000, Mare Nostrum, Perpignan
- 1933 : Le Mas des Oubells, Grasset ; 1995, Balland
- 1934 : Ombres sur les champs, Grasset ; 2000, Balland
- 1935 : La Flamme sauvage, Grasset ; 1992, Encrage
- 1938 : Lam, la truite (en collaboration avec Sylvain Massé), Larousse ; 1989, Pergami, 2017, Pierre Mainard
- 1944 : Le livret de famille, Fasquelle ; 1984, P.O.L ; 1994, J'ai Lu
- 1945 : Le vin pur, Flammarion ; 1984, P.O.L ; 1984, Livre de Poche
- 1945 : Fumées de village, Fasquelle ; 1985, P.O.L ; 1994, J'ai Lu
- 1948 : La fleur de la jeunesse, Fasquelle ; 1985, P.O.L ; 1994, J'ai Lu
- 1953 : La Terre du liège, L'Amitié par le livre, illustration de Marcel Gili ; 2000, Trabucaire, Perpignan (illustration de Marcel Gili)
- 1955 : Les Trabucayres, L'Amitié par le livre ; 2000, Éditions Trabucaire, Perpignan
- 1959 : Contes en sabots, L'Amitié par le livre ; 1985, éd. du Chiendent
- 1962 : Le Refus (illustrations de Robert Lapoujade), L'Amitié par le livre ; 1999, Encrage
- 1969 : Simon Roquère, L'Amitié par le livre ; 1992, éd. de l'Olivier
- 1980 : Le Sang du Vallespir, Imprimerie Sitget, Ceret ; édition bilingue (français- catalan), 2000, Balzac
- 1982 : Soir de fête, Editions Voix/Richard Meier
- 1982 : Galdaras et autres contes, éd. du Chiendent ; 2000, Balzac
- 1984 : Visages de mon pays, Plein Chant ; réédition avec 84 gravures de Gustave Violet, en tirage limité, 2000, Trabucaire
- 1985 : Pip et la liberté, Les amis du courrier de Céret ; 2004, Pierre Mainard
- 1987 : Correspondance croisée de Marcel Martinet et de Ludovic Massé, Plein Chant
- 1991 : Tolstoï, l'homme de la vérité, Mare Nostrum
- 1991 : Correspondance Raoul Dufy/Ludovic Massé, éd. de l'Aphélie, Céret
- 2000 : Escarbilles, Journal 1936-1941, Mare Nostrum, Perpignan
- 2000 : Ludovic Massé/Jean Dubuffet - correspondance croisée 1940-1981, Mare Nostrum, Perpignan
- 2000 : Versant de la douleur, Pierre Mainard